# Port lotniczy Jasir Arafat
Port lotniczy Jasir Arafat (ang. Yasser Arafat International Airport, kod IATA: GZA, kod ICAO: LVGZ) – dawny międzynarodowy port lotniczy w Rafah, w Strefie Gazy (Autonomia Palestyńska). Działał w latach 1998–2001, aż został zniszczony przez Siły Obronne Izraela.